# Jägersbrunn
Jägersbrunn ist ein Weiler innerhalb der oberbayerischen Kreisstadt Starnberg. Das Bayerische Landesamt für Statistik führt Jägersbrunn als eigenständigen Ortsteil Starnbergs. Gemeindepolitisch ist die Ansiedlung dem Starnberger Ortsteil Perchting zugehörig, zu dessen Verwaltungsbereich sie bis zur Eingemeindung am 1. Mai 1978 gehörte.

## Lage
Jägersbrunn liegt auf einer Höhe von 646 m ü. NHN etwa zwei Kilometer südlich von Perchting am Rande des Verlandungsgebiets des Maisinger Sees. Weite Teile seiner Flur gehören zum Naturschutzgebiet Maisinger See, das bereits 1941 unter Naturschutz gestellt wurde und damit zu den ältesten Schutzgebieten Bayerns zählt. Natura 2000, das Schutzgebietsnetz der Europäischen Union, erklärte diesen Landstrich im Jahr 2004 zum FFH-Gebiet.
Jägersbrunn ist sowohl von Perchting als auch von Maising über eine Ortsstraße zu erreichen.

## Geschichte

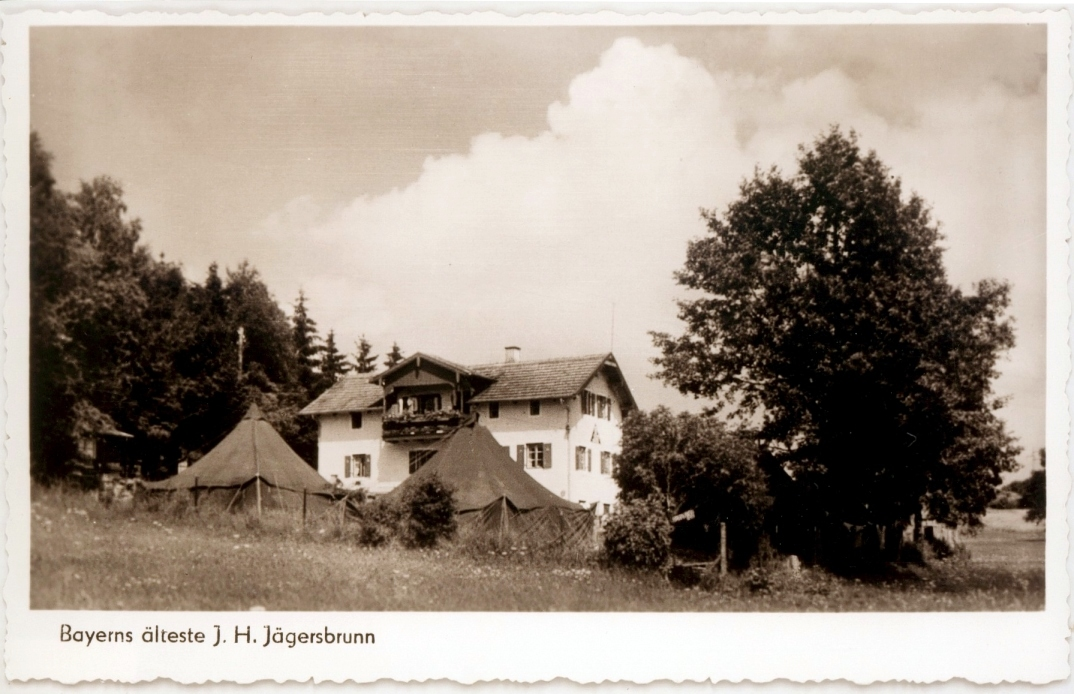
Bayerns älteste Jugendherberge

Die Geschichte Jägersbrunns hat ihren Ursprung im Verkauf einer abgelegenen Wiese eines Perchtinger Bauern an das Deutsche Jugendherbergswerk (DJH). Der Verein war von Richard Schirrmann gegründet worden, um günstige Unterkünfte für Jugendliche einzurichten und ihnen dadurch mehrtägige Wanderungen zu ermöglichen. Nach ersten Anfängen in bereits bestehenden Gebäuden – wie etwa in der DJH-Urzelle Burg Altena – folgte ab 1920 der Bau eigener Herbergen. In Bayern startete das Projekt 1924 in Jägersbrunn. Damals erhielt der Weiler wohl auch seinen phantasievollen Namen in Anlehnung an einen kleinen Weiher, denn einen Flurnamen „Jägersbrunn“ gab es bis dahin nicht. Wegen Abwasserproblemen musste die Jugendherberge 1987 geschlossen werden. Die abgeschiedene Lage am Rande des Naturschutzgebiets wurde fortan als idealer Naturstudienplatz für Vogelbeobachtungen und Seminare des DJH genutzt.
2010 hatte die Peter Maffay Stiftung, die traumatisierten und benachteiligten Kindern und Jugendlichen die Möglichkeit zur Erholung bietet, die Gelegenheit das Ensemble zu übernehmen. Sie sanierte die alte Jugendherberge und eröffnete sie im folgenden Jahr als „Tabaluga-Haus Jägersbrunn“. 2013 entstand auf dem Gelände für die Gastgruppen ein weiteres therapeutisches Ferienhaus, ein Haus zur Begegnung bei Musik, Spiel, Spaß und Meditation.

## Landschaftsmotive aus Jägersbrunn

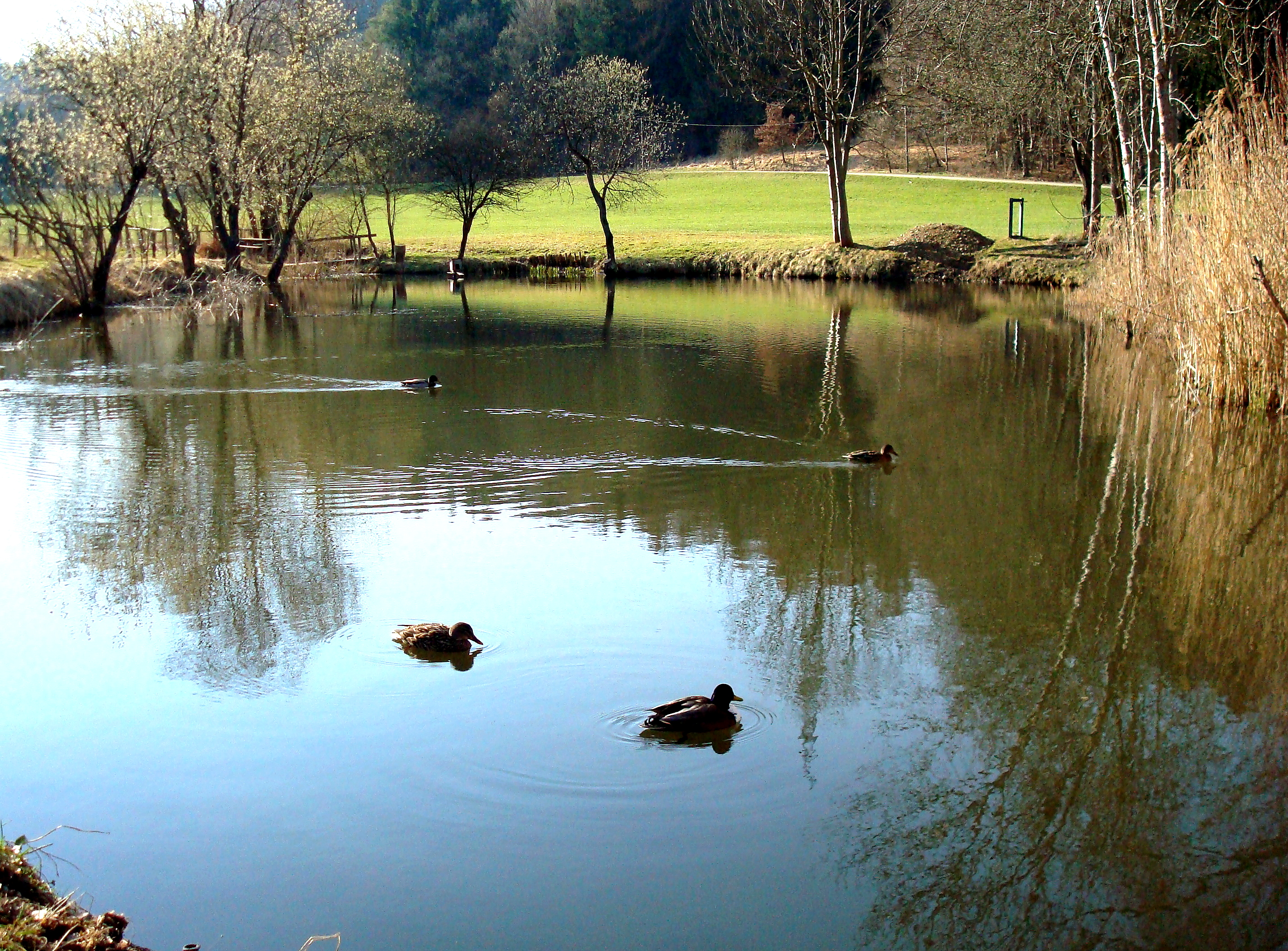
Der namengebende Weiher
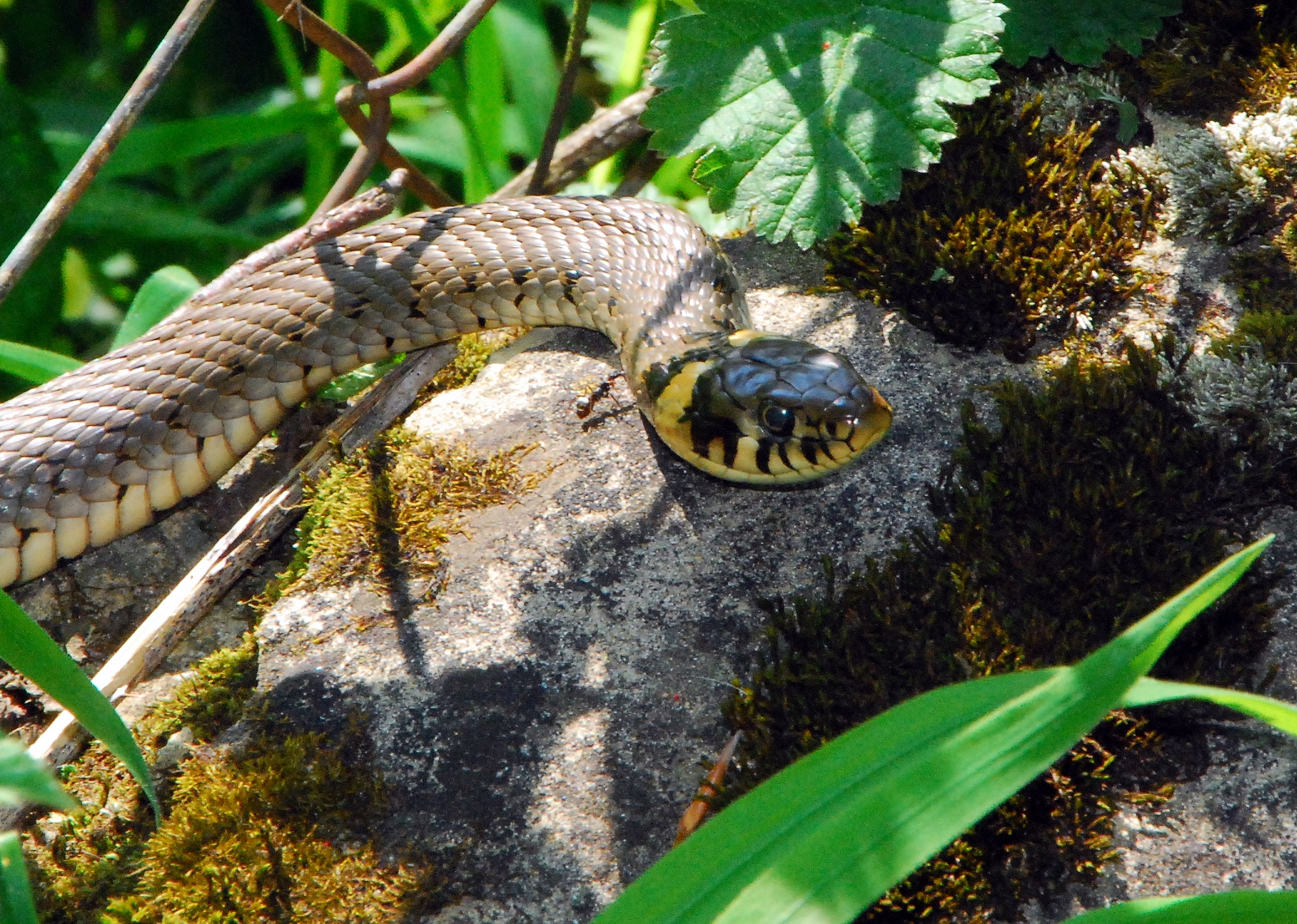
Sich sonnende Ringelnatter
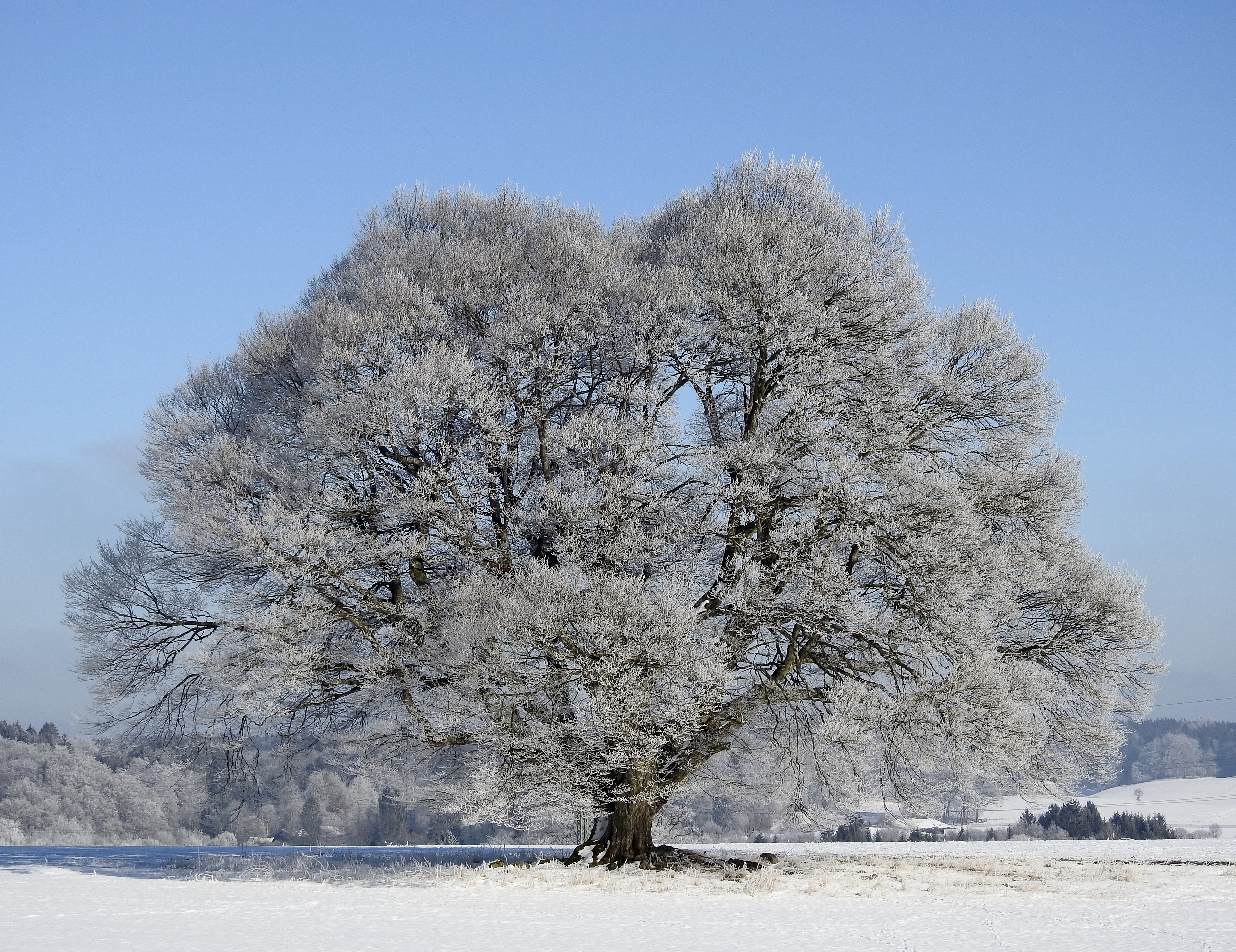
Hainbuche im Winterkleid